# Üzbegisztán világörökségi helyszínei
Üzbegisztán területéről eddig hét helyszín került fel a világörökségi listára, harmincöt helyszín a javaslati listán várakozik a felvételre.
| | Itchan Kala, Híva történelmi óvárosa |
| 1990 |                                      |
| Kulturális (III)(IV)(V) |                                      |
| Védett terület: 37,5 ha, hivatkozás: 543 |                                      |
| Itchan Kala, az ősi oázis, a mai Híva magas falakkal körbevett városrésze a nyugat-üzbegisztáni Horemz tartományban fekszik a türkmén határ közelében. A kereskedelmi út mellett alapított település az utolsó pihenőhely volt a sivatagi átkelés előtt az Irán felé vezető úton. A tíz méter magas fallal védett városrész megmaradt épületei a közép-ázsiai iszlám építészet klasszikus példái. A négyszáz méter széles és körülbelül hétszáz méter hosszú óvárosban viszonylag kevés épület maradt fenn, ezek azonban magas művészi színvonalat képviselnek. Itchan Kala igazi értékét nem az egyéni épületek adják, hanem sikátorainak, medreszéinek, mauzóleumainak, minaretjeinek és mecseteinek összessége. Az óváros összképe viszonylag egységes, homokszínű épületek és csillogó színes kerámiával díszített kupolák és minaretek jellemzik. A városközpont legfontosabb épületei a Dzsuma mecset, mauzóleumok és medreszék, valamint két 19. századi palota. Itchan Kala jellegzetes épülete az Amin Kán-medresze előtt álló befejezetlen, kerámiával díszített, 28 méter magas Kalta Minor-minaret, amelyet eredetileg 70 méteresre terveztek. A városfal mellett álló erőd és a hajdani uralkodói rezidencia a 17. században épült, a 19. század elején épült új uralkodói székhely a város másik végében kapott helyet. |                                      |

| | Buhara történelmi óvárosa |
| 1993 |                           |
| Kulturális (II)(IV)(VI) |                           |
| Védett terület: 216 ha, puffer zóna: 339 ha, hivatkozás: 602 |                           |
| A selyemút mellett fekvő, több mint kétezer éves, alapvetően érintetlenül fennmaradt szerkezetű Buhara a Kizil-kum sivatagban egy nagy oázis mellett épült. A Kínát és Indiát Európával összekötő útvonal mellett található település a közép-ázsiai középkori városok legszebb fennmaradt példája. Az arab hódítás előtt Közép-Ázsia egyik legnagyobb városa volt. 709-ben a Bagdadi Kalifátus kulturális központjává, majd később a 9. század végén Számánida Királyság fővárosává vált. 1220-ban Dzsingisz kán mongol seregei kifosztották és ez hosszú időre véget vetett gazdasági fellendülésének. Buharának két virágkora volt, az egyik a 9. és a 10. században a Számánidák uralkodása alatt, a másik pedig a 16. században amikor kereskedelmi épületeket, medreszéket és mecseteket építettek. Buhara valódi jelentőségét nem egyes épületei, hanem városszerkezete és építészetének általánosan magas színvonala adja. A citadella, a történelmi városközpont a világi hatalmat jelképezi, a város másik végén áll a vallási ellentétpárja a Bolo Hauz-mecset. Buhara legfontosabb épületei közé tartozik a 12. századi 46 méter magas téglából készült Kalján-minaret, Taki Szargaron kupolája, Abdullácisz kán medreszéje és Iszmail Szamani 10. századi síremléke. Ez utóbbi egy égetett agyagból készült, berakásokkal díszített épület, egyike azon kevés műemlékeknek, amelyek még a mongol hódítás előttről származnak. |                           |

| | Sahriszabz történelmi óvárosa |
| 2000 |                               |
| A veszélyeztetett világörökségi helyszínek listájára került: 2016 |                               |
| Kulturális (III)(IV)() |                               |
| Védett terület: 240 ha, puffer zóna: 82 ha, hivatkozás: 885 |                               |
| A Szamarkandtól 80 kilométerre, a Zaravsán-hegység lábánál elterülő település, Közép-Ázsia egyik legrégebbi városa már Nagy Sándor idejében is lakott volt, de világkorát a 14. és a 15. században, a Timurida dinasztia uralma alatt élte. Az itt született Timur uralkodói székhelyévé tette és ő, valamint utódai terjedelmes épületegyütteseket emeltettek. A város a Timurida Birodalom hanyatlásával egy időben elvesztette jelentőségét. Az uralkodói rezidenciát egy négy kilométeres fal védte, a ma már romokban álló hatalmas Akszarái, más néven Fehér palotát 1380-ban kezdték építeni. Óriási méreteire a megmaradt ötven méter magas kaputornyokból és a köztük lévő 22 méter széles boltívből lehet következtetni. A palotától keletre fekszik Timur fiának Dzsahángírnak jól állapotban fennmaradt mauzóleuma. A királyi temetkezőhely, a Dorusz Szaodat épületegyüttes a sírhelyek mellett imatermet, mecsetet, és a zarándokok számára kialakított szálláshelyet is magába foglal. Timur sírja, amelyet fehér márvánnyal díszítettek a kor építészetének egyik legszebb alkotása. A Kok Gumbaz-mecset és a Szajdinák mauzóleuma a 15. század első felében, Ulugbek, Timur csillagász unokájának uralkodása alatt épült. A városközpontban lévő bontási munkálatok és építkezések miatt a helyszín felkerült a veszélyeztetett világörökségi helyszínek listájára |                               |

| | Szamarkand – a kultúrák kereszteződési pontjai |
| 2001 |                                                |
| Kulturális (I)(II)(IV) |                                                |
| Védett terület: 1 123 ha, puffer zóna: 1 369 ha, hivatkozás: 603 |                                                |
| A Közép-Ázsiát korábban átszelő nagy kereskedelmi útvonalak csomópontjánál fekvő Szamarkand már az ókorban is lakott volt, a hagyomány szerint az i. e. 7. században alapították. A legkorábbi forrás i. e. 329-ben említi, amikor Nagy Sándor elfoglalta az akkor Marakanda néven ismert települést. Az oázisváros már ekkor fontos kereskedelmi, kézműves és kulturális központ volt. Az i. e. 1. században, amikor a Selyemút már Európától Kínáig ért Szamarkand különböző kultúrák találkozási pontjává vált. Az évszázadok során arab, számánida, szeldzsuk fennhatóság alá került, végül Dzsingisz Kán csapatai 1220-ban lerombolták. A 14. század második felében Timur parancsára a kor legjelentősebb építészei, művészei és tudósai építették újjá. A helyreállítást Timur unokája Ulugbek folytatta a 15. század első felében. A Timurida Birodalom idejében a Perzsiáig, Afganisztánig és Indiáig terjedő meghódított területekről elhurcolt javak tárháza lett. A 19. században oroszok foglalták el, ekkor gazdasága újból fellendült. Nyugati városrészeit nyugati mintára építették újjá, ez azonban a városfalak és a műemlékek egy részének lerombolásával járt. Szamarkand ma is látható legfontosabb épületei a Rergisztán-mecset és medreszéi (Ulugbek-, Tilla-Kari- és Ser-Dor-medresze), a Bibi-Hanim-medresze, a Sáhi-Zinda temető, Ulugbek csillagvizsgálója és Gur-Emir mauzóleuma. |                                                |

| | Nyugati-Tien-san |
| Kazahsztán, Kirgizisztán és Üzbegisztán közös világörökségi helyszíne |                  |
| 2016 |                  |
| Természeti (X) |                  |
| Hivatkozás: 1490 |                  |
| A különböző ökoszisztémák egyéni kombinációjával, a változatos állat- és növényvilággal és számos endemikus és veszélyeztetett ritka fajjal rendelkező Nyugati-Tien-san három ország, Kazahsztán, Kirgizisztán és Üzbegisztán közös világörökségi helyszíne. A területen megtalálható Közép-Ázsia endemikus élőlényeinek közel a fele, valamint ebből a térségből származik számos haszonnövény is. Néhány termesztett növény vadon élő változata is él itt, köztük az alma, a barack, a pisztácia, a szilva, a dió és a szőlő. A gerinces állatok közül eddig 61 emlős-, 316 madár-, 17 hüllő és 20 halfajt azonosítottak. A helyszínen globálisan veszélyeztetett 14 növény- és 18 állatfaj is él, köztük az egyiptomi keselyű és a hópárduc. A gerinctelen állatfajok között is magas a csak itt élő fajok aránya. A védett területre veszélyt jelent az orvvadászat, a túllegeltetés, az illegális fakitermelés és a növények gyűjtése. A természeti katasztrófák is komoly károkat okoznak, gyakoriak a hegyomlások, a sárlavinák, a szárazság okozta tüzek. A védett terület egyes részei közel esnek sűrűn lakott területekhez, ami további veszélyt jelent. A helyszín védelme érdekében korlátozzák a látogató számát, akiket csak vezetéssel engednek be előre meghatározott területekre. |                  |

| | Turán hideg téli sivatagai |
| Kazahsztán, Türkmenisztán és Üzbegisztán közös világörökségi helyszíne |                            |
| 2023 |                            |
| Természeti (IX)(X) |                            |
| Védett terület: 3 366 441 ha, puffer zóna: 622 812 ha, hivatkozás: 1693 |                            |
| A határokon átnyúló világörökségi helyszín tizennégy részből áll amelyek a mérsékelt övi Közép-Ázsia száraz területein találhatók a Kaszpi-tenger és a Turáni-hegység között. A területre szélsőséges időjárás jellemző nagyon hideg telekkel és forró nyarakkal, valamint a kemény körülményekhez sikeresen alkalmazkodó kivételesen változatos növény- és állatvilág. A helyszínen egy ezerötszáz kilométeres kelet-nyugati irányú sávban jelentős számú sivatagi ökoszisztéma alakult ki. A helyszínnek mind a tizennégy alkotórésze különbözik a többitől biodiverzitásban, sivatagi élőhelyeinek típusában vagy ökológiai folyamataiban. |                            |

| | A Selyemút a Zarafshon folyótól a Kara-kumig terjedő szakasza |
| Tádzsikisztán, Türkmenisztán és Üzbegisztán közös világörökségi helyszíne |                                                               |
| 2023 |                                                               |
| Kulturális (II)(III)(V) |                                                               |
| Védett terület: 669,679 ha, puffer zóna: 1 750,042 ha, hivatkozás: 1675 |                                                               |
| A Zarafshon-Karakum folyosó a közép-ázsiai selyemutak kulcsfontosságú szakasza, ami számos, más irányokba kiépült útvonalat is összeköt egymással. A zord hegyekben, termékeny folyóvölgyekben és lakhatatlan sivatagban található 866 kilométeres folyosó az elején egy kelet-nyugati irányú útvonal Zarafshon folyó mentén majd délnyugati irányban követi a Merv-oázisba vezető ősi karavánutakat a Kara-kum-sivatagban. Az i. e. 2. és az i. sz. 16. század között a Kelet és Nyugat közötti kereskedelem nagy részét a Selyemút mentén bonyolították, ahol hatalmas mennyiségű áru cserélt gazdát. Hosszú története alatt az útvonal mentén sokan utaztak, letelepedtek, hódítóként jelentek meg vagy idegen uralom alá kerültek, így az etnikumok, kultúrák, vallások, tudományok és technológiák olvasztótégelyévé vált. Ellenőrzése létfontosságú volt a helyi birodalmak és népek, köztük a szogdok, a pártusok, a szasszanidák a timuridák és a szeldzsukok számára. |                                                               |

## Javasolt helyszínek
| Név                                                 | Kép | Típus      | Kritérium                 | Év   | Hiv. |
| --------------------------------------------------- | --- | ---------- | ------------------------- | ---- | ---- |
| Zomin-hegység                                       |     | természeti | VII, IX, X                | 2024 |      |
| Hiszor-hegység                                      |     | természeti | VII, VIII, IX             | 2024 |      |
| Szokimardon-hegység                                 |     | természeti | VII, IX, X                | 2024 |      |
| A Szarmisz-szurdok sziklavésetei                    |     | vegyes     | VI, IX                    | 2008 |      |
| Bojszun                                             |     | vegyes     | IV, V, VII, X             | 2024 |      |
| Kuhitang-hegység                                    |     | természeti | VII, VIII, X              | 2024 |      |
| Nurota-hegység                                      |     | természeti | VII, VIII                 | 2024 |      |
| Taskent modernista építészete                       |     | kulturális | II, IV                    | 2024 |      |
| A Selyemút Fergana és a Szir-darja közötti szakasza |     | kulturális | II, III, V                | 2023 |      |
| Taskent történelmi negyedei                         |     | kulturális | II, III, V                | 2024 |      |
| A Selyemút üzbegisztáni helyszínei                  |     | kulturális | II, III, IV, V, VI        | 2010 |      |
| Kanka                                               |     | kulturális | II, III, IV, VI           | 2008 |      |
| Saruhija                                            |     | kulturális | II, III, IV, VI           | 2008 |      |
| Abdulkán Bandi-gát                                  |     | kulturális | IV                        | 2008 |      |
| Arab-Ata mauzóleum                                  |     | kulturális | II                        | 2008 |      |
| Kokand történelmi központja                         |     | kulturális | II                        | 2008 |      |
| Ahsiket régészeti helyszín                          |     | kulturális | I, II, III, IV            | 2008 |      |
| Az ősi Pap                                          |     | kulturális | I, III, IV                | 2008 |      |
| Andijon                                             |     | kulturális | III, IV, V                | 2008 |      |
| Szijpantosz sziklafestményei                        |     | kulturális | II, III                   | 2008 |      |
| Az ősi Termiz                                       |     | vegyes     | I, II, III, IV, V, VI, IX | 2008 |      |
| Zarautsoj sziklafestményei                          |     | kulturális | I, II, III                | 2008 |      |
| Pöykent                                             |     | kulturális | Ii, III, IV, VI           | 2008 |      |
| Varakhsha                                           |     | kulturális | IV, V                     | 2008 |      |
| Kasma-Ajjub mauzóleum                               |     | kulturális | II                        | 2008 |      |
| Chor-Bakr                                           |     | kulturális | IV                        | 2008 |      |
| Bahautdin építészeti együttese                      |     | kulturális | IV                        | 2008 |      |
| Rabati Malik karavánszeráj                          |     | kulturális | I, II, III, IV, V         | 2008 |      |
| Mir Szaid Bakrom mauzóleum                          |     | kulturális | III                       | 2008 |      |
| Khazarasp                                           |     | kulturális | I, II, III, IV, V         | 2008 |      |
| Hvárezm sivatagi kastélyai                          |     | kulturális | I, II, III, IV, V, VI     | 2008 |      |
| Vabkent minaretje                                   |     | kulturális | I, II, III                | 2008 |      |
| Mukhtar Vali sejk mauzóleuma                        |     | kulturális | I, II, III                | 1996 |      |
| Khanbandi gát                                       |     | kulturális | I, II, III                | 1996 |      |
| Ak Astana-baba mauzóleuma                           |     | kulturális | I, II, III                | 1996 |      |